# Margaretha van der Marck van Arenberg

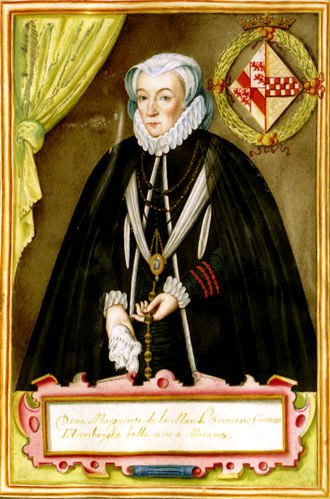
Margarethe van der Marck van Arenberg.

Margaretha van der Marck van Arenberg, född 1527, död 1599, var en nederländsk vasallmonark. Hon var regerande grevinna av grevedömet Arenberg 1544–1599. 

## Biografi
Margaretha van der Marck van Arenberg var dotter till Robert II van der Marck van Arenberg (1506–1536) och Walburga van Egmond (1500–1547) och gifte sig 1547 med Jan de Ligne Barbançon (1520–1568). Kejsaren tillerkände hennes make och barn rätten att bära hennes namn för att hennes ätt inte skulle dö ut med henne.
Sedan maken avlidit skötte hon Arenberg ensam, och hennes regeringstid beskrivs som välfungerande och framgångsrik. Hon skötte regeringen via korrespondens med sina företrädare och vistades vanligen i Bryssel. Mellan 1570 och 1574 befann hon sig vid det franska hovet där hon tjänstgjorde som dame d'atours. Hon var själv katolik medan Arenberg till stor del var protestantiskt, men lyckades oftast hålla det utanför de religiösa striderna.